# Electribius friederichi
Electribius friederichi is een keversoort uit de familie Artematopodidae. De wetenschappelijke naam van de soort is voor het eerst geldig gepubliceerd in 1998 door Hornschemeyer.